# Neşrî
Neşrî (mort vers 1520) fou un historiador otomà.
Només es conserva part d'una obra seva el Djihan-nama, una història universal. De la seva vida gairebé no se'n sap res. Algunes informacions poc segures el relacionen amb Bursa, on hauria viscut; se sap segur que el 1481 era al campament del sultà Mehmet II quan aquest va morir i va relatar els fets del moment per observació personal.